# ɿ
Cette page contient des caractères spéciaux ou non latins. S’ils s’affichent mal (▯, ?, etc.), consultez la page d’aide Unicode.
La lettre ɿ (minuscule qui n'a pas de capitale équivalente), appelée r sans obit réfléchi ou iota à long jambage, est un symbole phonétique utilisé dans l’étude du chinois et d’autres langues sino-tibétaines comme symbole pour représenter la consonne fricative alvéolaire voisée syllabique normalement représenté par [z̩] dans l’Alphabet phonétique international. Sa forme est basée sur un symbole phonétique utilisé dans l’alphabet dialectal suédois en italique, ressemblant à un i sans point avec une hampe descendante ou un crochet descendant. Il ressemble à un r sans obit ‹ ɾ › réfléchi et a le plus souvent un fut descendant.

## Utilisation
Ce symbole ‹ ɿ › est utilisé dans les ouvrages sur le chinois de Bernhard Karlgren dès les années 1910.

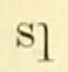
Le symbole dans le mot sɿ dans Karlgren 1926.

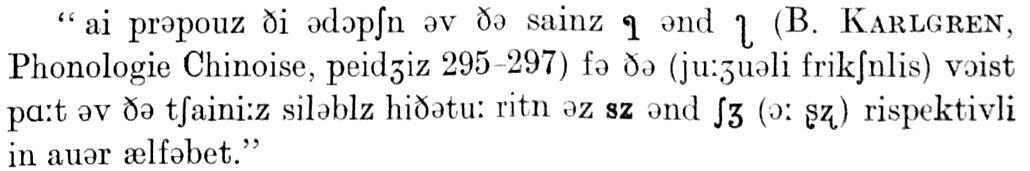
Les symboles ɿ et ʅ tel que suggérés par Chao Yuen Ren en 1931 pour l’API.

En 1931, Chao Yuen Ren suggère de remplacer les combinaisons de symboles [sz] et [ʃʒ] ou [ʂʐ] par les symboles de Karlgren [ɿ] et [ʅ].
Il est utilisé en Chine dans les années 1950.
Le son équivalent arrondi est représenté avec le h culbuté crosse réfléchie ‹ ʮ ›, et le son équivalent rétroflexe est représenté avec le r sans obit réfléchi hameçon rétroflexe ‹ ʅ › autant dans l’alphabet dialectal suédois utilisé par Karlgren que dans l’usage non standard de l’alphabet phonétique internationale.

## Représentation informatique
Cette lettre possède la représentation Unicode suivante :
| formes    | représentations | chaînes de caractères | points de code | descriptions                                 |
| --------- | --------------- | --------------------- | -------------- | -------------------------------------------- |
| minuscule | ɿ               | ɿ                     | U+027F         | lettre minuscule latine r sans obit réfléchi |